# Cool Girl
Singles de Tove Lo
Say It (en)
(2016) True Disaster (en)
(2016)
Cool Girl est une chanson de l'auteure-compositrice-interprète suédoise Tove Lo. Elle est écrite par Lo, ainsi que par le duo musical The Struts, qui produit le morceau. Premier single issu de Lady Wood, deuxième album studio de l'artiste, Cool Girl sort le 4 août 2016 au format numérique sous le label Republic.

## Développement et composition
Cool Girl est une chanson de style technopop, écrite par Tove Lo, Ludvig Söderberg et Jakob Jerlström. Ces derniers sont également crédités en tant que producteurs, apparaissant comme étant le duo musical The Struts. Textuellement, ce morceau est une invitation ouverte que Tove Lo lance afin de former une romance innovante et polyandre, dans laquelle la chanteuse se décrit comme étant une « fille cool » et fortement intéressée pour se lancer dans une relation libre. D'après Tove Lo, le thème lyrique et central de la chanson est inspiré d’une scène du long métrage Gone Girl (2014) dans laquelle le personnage principal (joué par Rosamund Pike) « passe de l'état de victime au statut de psychopathe ».

## Classement hebdomadaire
| Classement (2015)                  | Meilleure position |
| ---------------------------------- | ------------------ |
| Allemagne (Media Control AG)       | 98                 |
| Australie (ARIA)                   | 32                 |
| Belgique (Flandre Ultratip 100)    | 42                 |
| Belgique (Wallonie Ultratip 50)    | 38                 |
| Canada (Hot 100)                   | 59                 |
| Écosse (OCC)                       | 45                 |
| États-Unis (Hot 100)               | 84                 |
| Finlande (Suomen virallinen lista) | 42                 |
| France (SNEP)                      | 145                |
| Irlande (IRMA)                     | 38                 |
| Italie (FIMI)                      | 78                 |
| Nouvelle-Zélande (RMNZ)            | 28                 |
| Norvège (VG-lista)                 | 33                 |
| Royaume-Uni (UK Singles Chart)     | 55                 |
| Suède (Sverigetopplistan)          | 15                 |
| Suisse (Schweizer Hitparade)       | 65                 |

## Formats et éditions
| 1. | Cool Girl | 3:19 |

## Historique de sortie
| Pays         | Date        | Format    |
| ------------ | ----------- | --------- |
| Monde entier | 4 août 2016 | Numérique |